# Сквалікоракс
Сквалікоракс (Squalicorax) — вимерла акула крейдяного періоду. Належить до вимерлої родини Anacoracidae, яка, мабуть, що входить до сучасного ряду ламноїдних акул (Lamniformes). Акули середніх розмірів, до 5 м завдовжки (зазвичай дрібніше 2 м). За обрисами тіла схожі на сучасних сірих акул, але форма зубів разюче схожа з такою тигрової акули. Прибережні хижаки з відносно дрібними зазубреними зубами до 2,5-3 см заввишки (єдиний мезозойський представник ламноїдів з такими зубами). Зуби численні, низькі, із загнутої коронкою. Рід виділений Уїтлі в 1939 р., але більшість видів були описані ще в першій половині XIX ст. Відомі переважно зуби. Найбільш повно вивчені американські види, для яких описані відносно повні скелети:
- S. falcatus (Agassiz, 1843) — невелика акула, з широкою мордою і відносно дрібними зубами. Довжина сягала майже 3 м. Походить з сеноман — раннього Сантона (кампан). Повні скелети відомі з відкладень Західного Внутрішнього моря крейдяного періоду Канзасу, Південної Дакоти і Вайомінгу. Зуби виявлені також у Франції, Чехії, Канаді, Марокко. Враховуючи невеликі зуби, цей вид вважали мисливцем за дрібною здобиччю. Тим не менш, відомі сліди зубів цієї акули на кістках морських рептилій — акула охоче харчувалася падлом. Форма тіла і будова тулубних плакоїдних лусок вказують на здатність до швидкого плавання. Раніше виділявся в особливий рід Corax.
- S. kaupi (Agassiz, 1843) — з пізнього Сантона-пізнього маастріхту Північної Америки, Нової Зеландії, Японії, Африки, Європи, Казахстану, Йорданії та інших місць. Декілька більший від попереднього виду, який, ймовірно, був його предком.

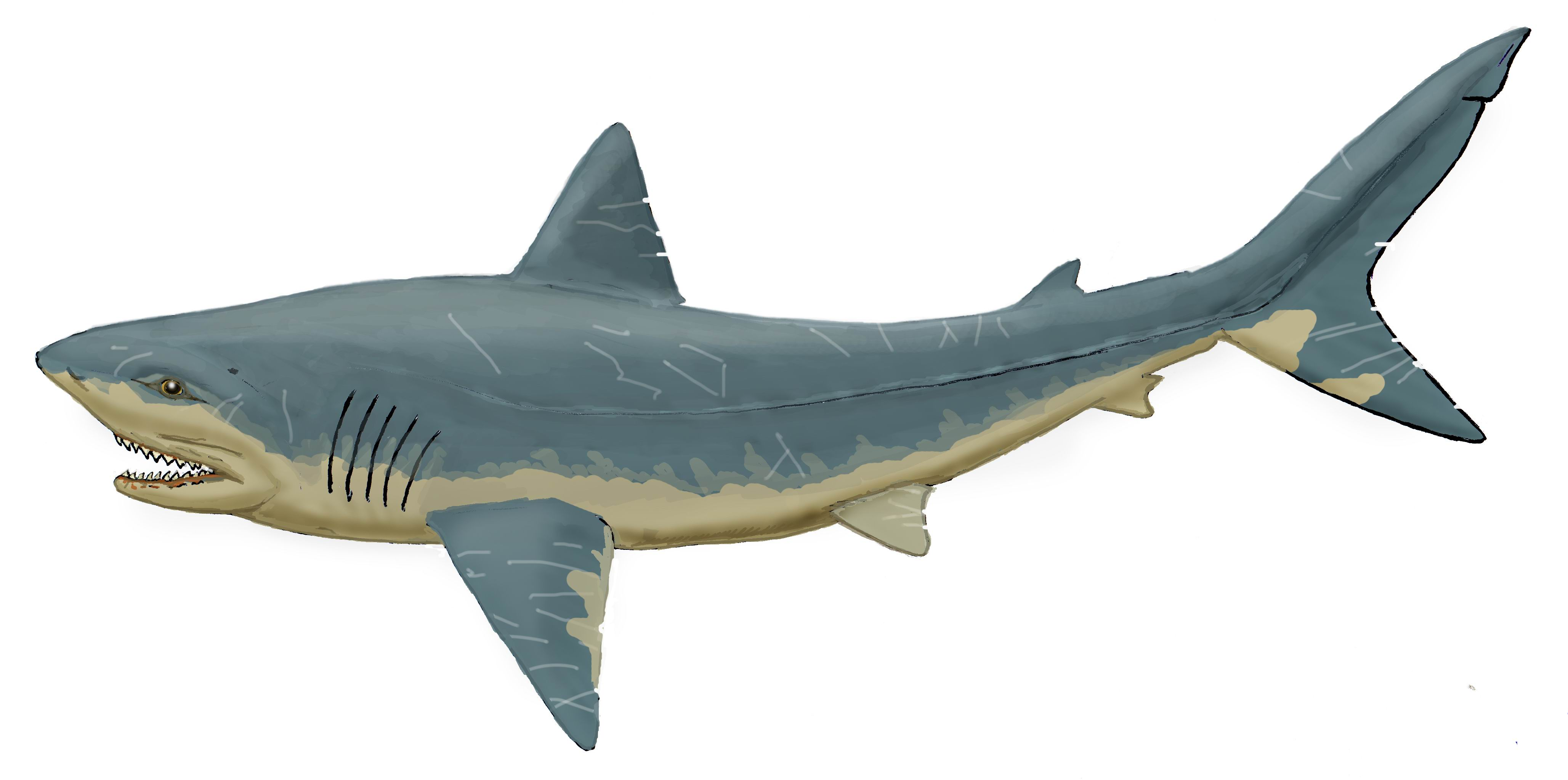
Squalicorax pristodontus

- S. pristodontus (Agassiz, 1843) — найбільший вид, понад 3-4 м завдовжки. Походить з пізнього маастрихту — раннього Кампана всього світу (Північна Америка, Франція, Нідерланди, Єгипет, Марокко, Мадагаскар). Відносно повні рештки (хребці і шматки щелеп) виявлені в морських відкладеннях Північної Америки. Самий пізній вид з найбільшими зубами. Цікаво, що зуби цього виду рідко посаджені і відносно дуже великі в порівнянні з іншими видами; його вивчення показало відсутність точної кореляції між розміром зубів і довжиною тіла у цього роду акул. Площа прикріплення щелепних м'язів більша, ніж у тигрової акули (дуже сильний укус). Відомі дуже великі хребці, віднесені до цього виду: довжина їх власника могла бути до 4,8 м. Вид міг харчуватися відносно великою здобиччю, а також падлом. Раніше виділявся в рід Anacorax.

Схильність цих акул до харчування падлом послужила причиною їх повсякденної назви — «воронячі акули», крім того, «corax» по латині означає «ворона».
Один з найбільш стародавніх видів родини — Paleoanacorax volgensis, описаний Л. Глікманом зі співавторами в 1971 р. з ранньої крейди Поволжя. Зуби цього виду практично не мали зазубрин. Відомий з альбскій ярус — турона Східної і Західної Європи, а також Техасу. Іноді помилково виділяється в рід Squalicorax. Зуби палеоанакораксів відомі також з альбу Австралії, Анголи; сеноману і Сантону Єгипту, Казахстану, Росії. Всього виділяють до 14 видів. Знаходження зубів цих акул в кайнозойських відкладеннях пов'язано з їх перепохованням, рід не пережив крейдо-палеогенову кризу.

## Список видів
- Squalicorax bassanii Gemmelaro 1920
- Squalicorax curvatus Williston 1900
- Squalicorax dalinkevichiusi  (Glikman & Shvazhaite 1971)
- Squalicorax falcatus Agassiz 1843
- Squalicorax kaupi Agassiz 1843
- Squalicorax primaevus  (Dalinkevicius 1935)
- Squalicorax primigenius Landemaine 1991
- Squalicorax pristodontus Agassiz 1843
- Squalicorax volgensis Glikman 1971

Сквалікоракс з'являється у фільмі «Морські чудовиська — доісторична пригода». 2008 р.

## Ресурси Інтернету
- http://www.elasmo-research.org/education/evolution/squalicorax.htm
- http://www.elasmo.com/genera/cretaceous/squalicorax.html
- http://www.oceansofkansas.com/sharks.html (найкраще в Мережі!)
- http://www.afn.org/ ~ afn02877/neosel.htm